# Aljezur
Aljezur és un municipi portuguès, situat al districte de Faro, a la regió d'Algarve i a la subregió de l'Algarve. L'any 2006 tenia 5.349 habitants. Limita al nord amb Odemira, a l'est amb Monchique, al sud-est amb Lagos, al sud-oest amb Vila do Bispo i a l'oest amb l'oceà Atlàntic. Dionís I de Portugal li concedí el fur el 1280.

## Població
| Població del concelho d'Aljezur (1801 – 2004) | Població del concelho d'Aljezur (1801 – 2004) | Població del concelho d'Aljezur (1801 – 2004) | Població del concelho d'Aljezur (1801 – 2004) | Població del concelho d'Aljezur (1801 – 2004) | Població del concelho d'Aljezur (1801 – 2004) | Població del concelho d'Aljezur (1801 – 2004) | Població del concelho d'Aljezur (1801 – 2004) | Població del concelho d'Aljezur (1801 – 2004) |      |
| --------------------------------------------- | --------------------------------------------- | --------------------------------------------- | --------------------------------------------- | --------------------------------------------- | --------------------------------------------- | --------------------------------------------- | --------------------------------------------- | --------------------------------------------- | ---- |
| 1801                                          | 1849                                          | 1900                                          | 1930                                          | 1960                                          | 1981                                          | 1991                                          | 2001                                          | 2004                                          | 2011 |
| 1790                                          | 2780                                          | 5053                                          | 6977                                          | 8139                                          | 5059                                          | 5006                                          | 5288                                          | 5322                                          | 5959 |

## Freguesies
- Aljezur
- Bordeira
- Odeceixe
- Rogil

## Imatges

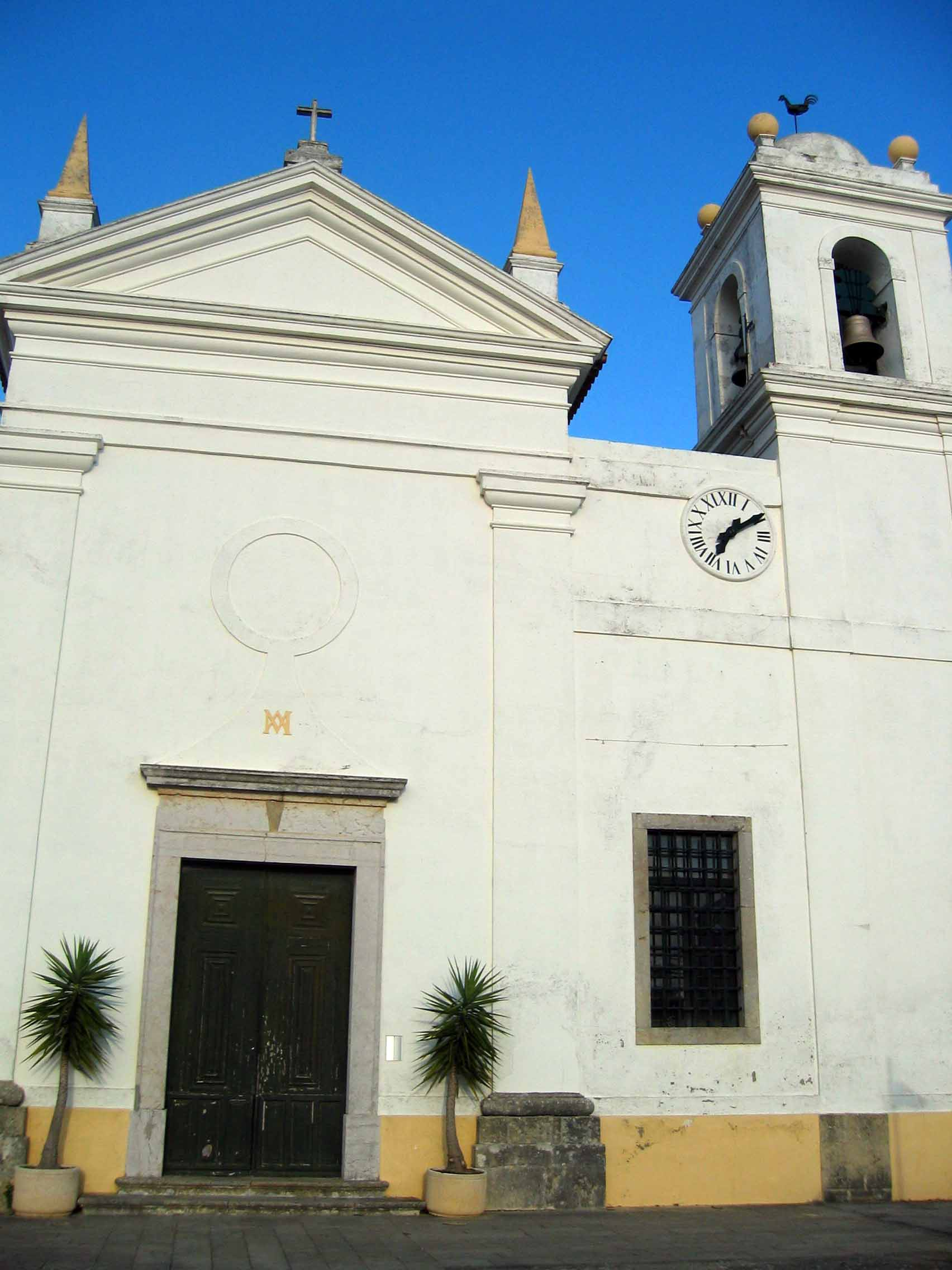
Església de Nossa Senhora da Alva o Igreja Nova
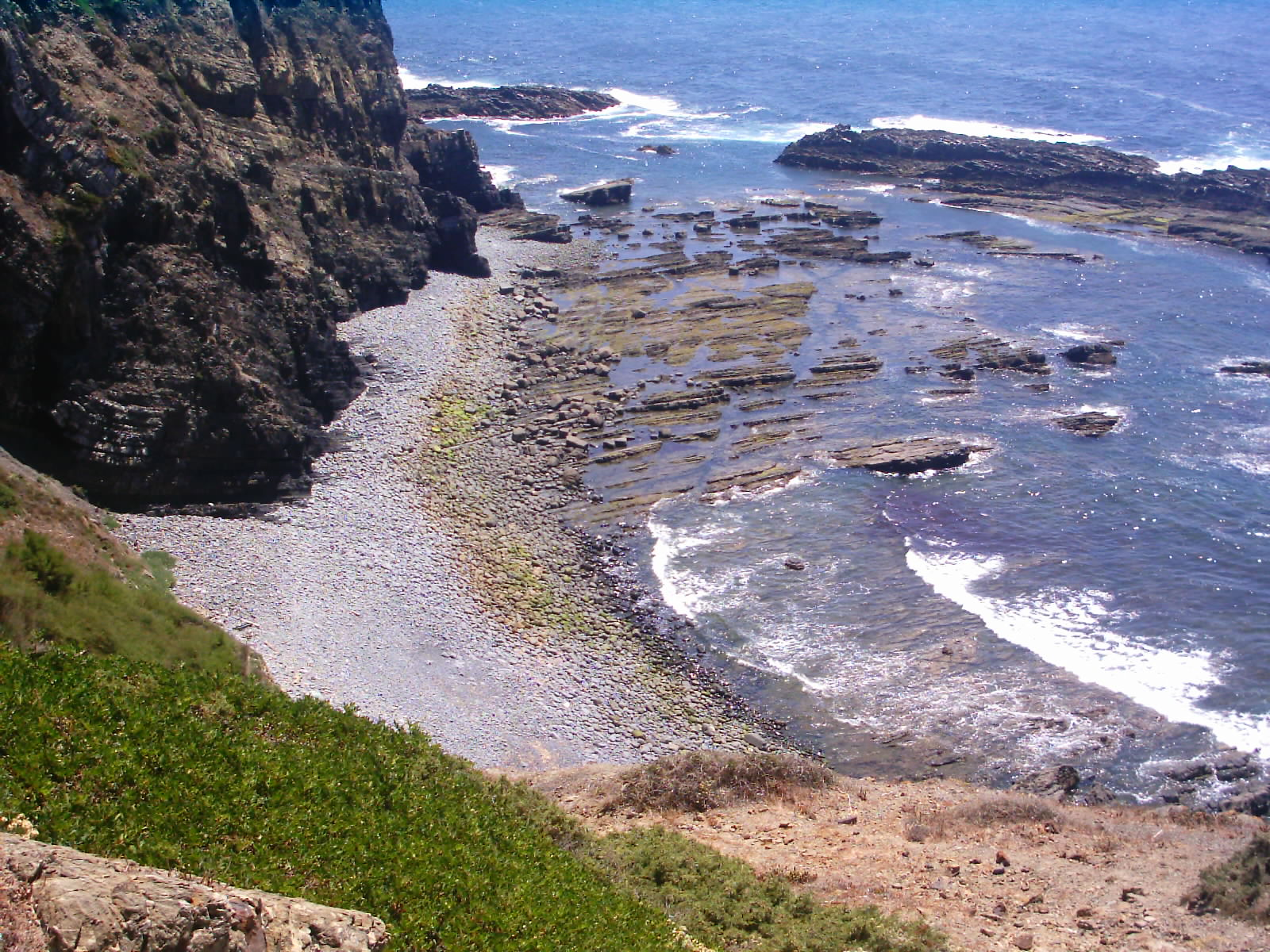
Platja de la urbanització de Vale da Telha, Aljezur.
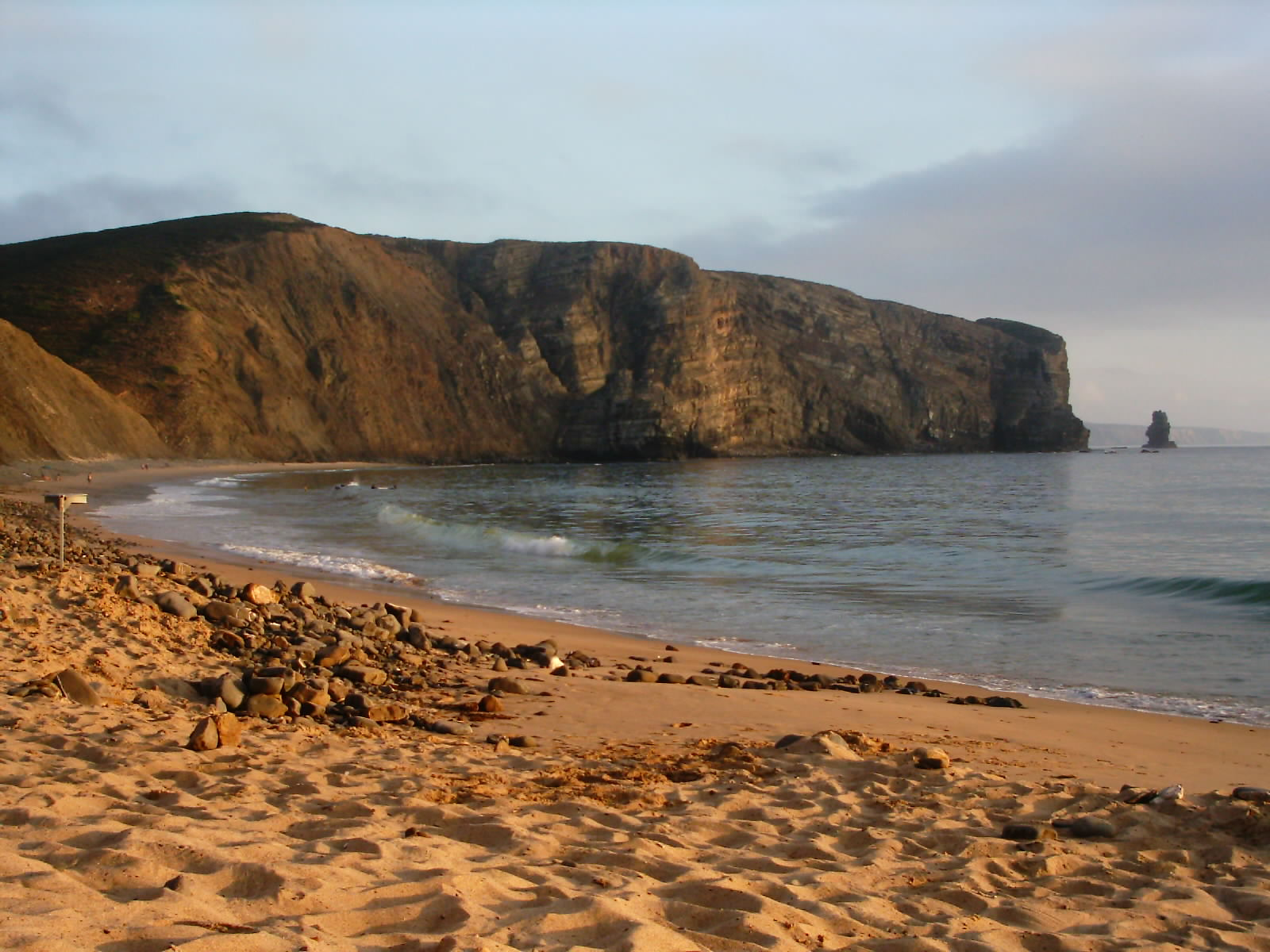
Praia da Arrifana
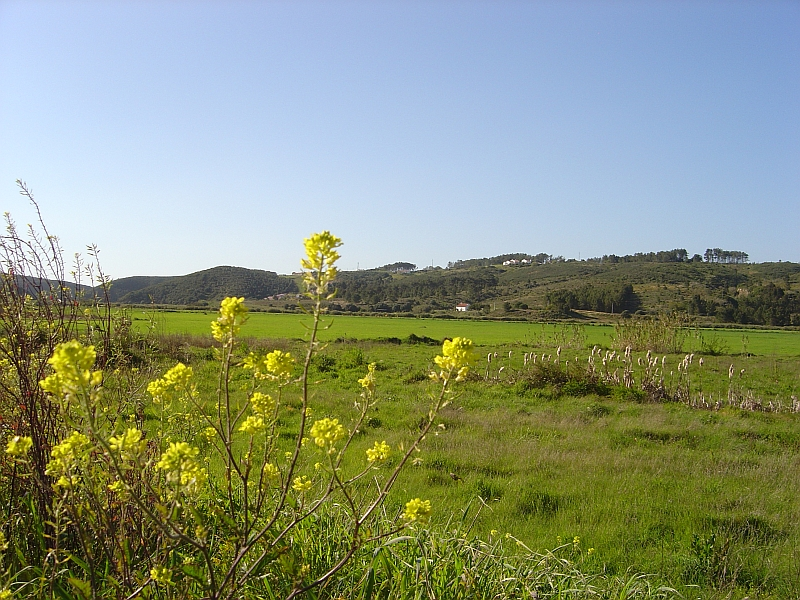
Vall de la Ribeira de Seixe, a la freguesia d'Odeceixe
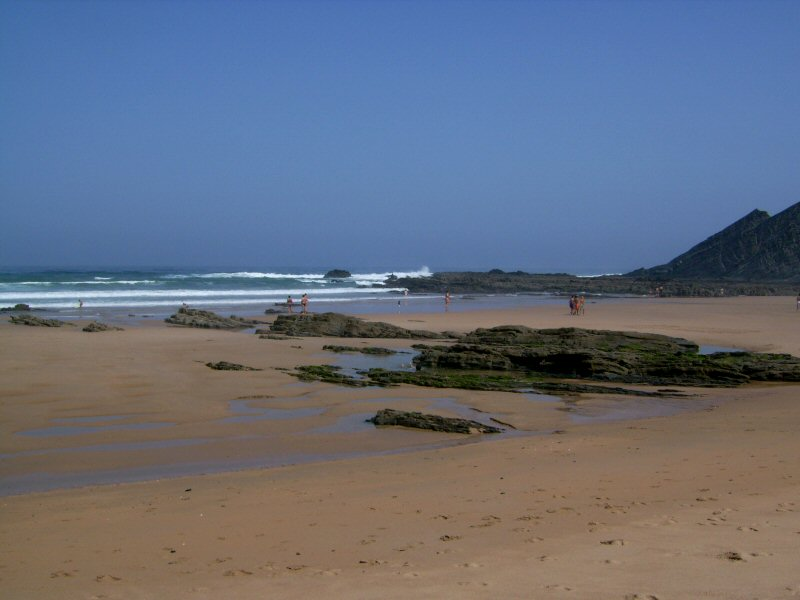
Praia da Amoreira